# Sidney Toler
Pour les articles homonymes, voir Toler.

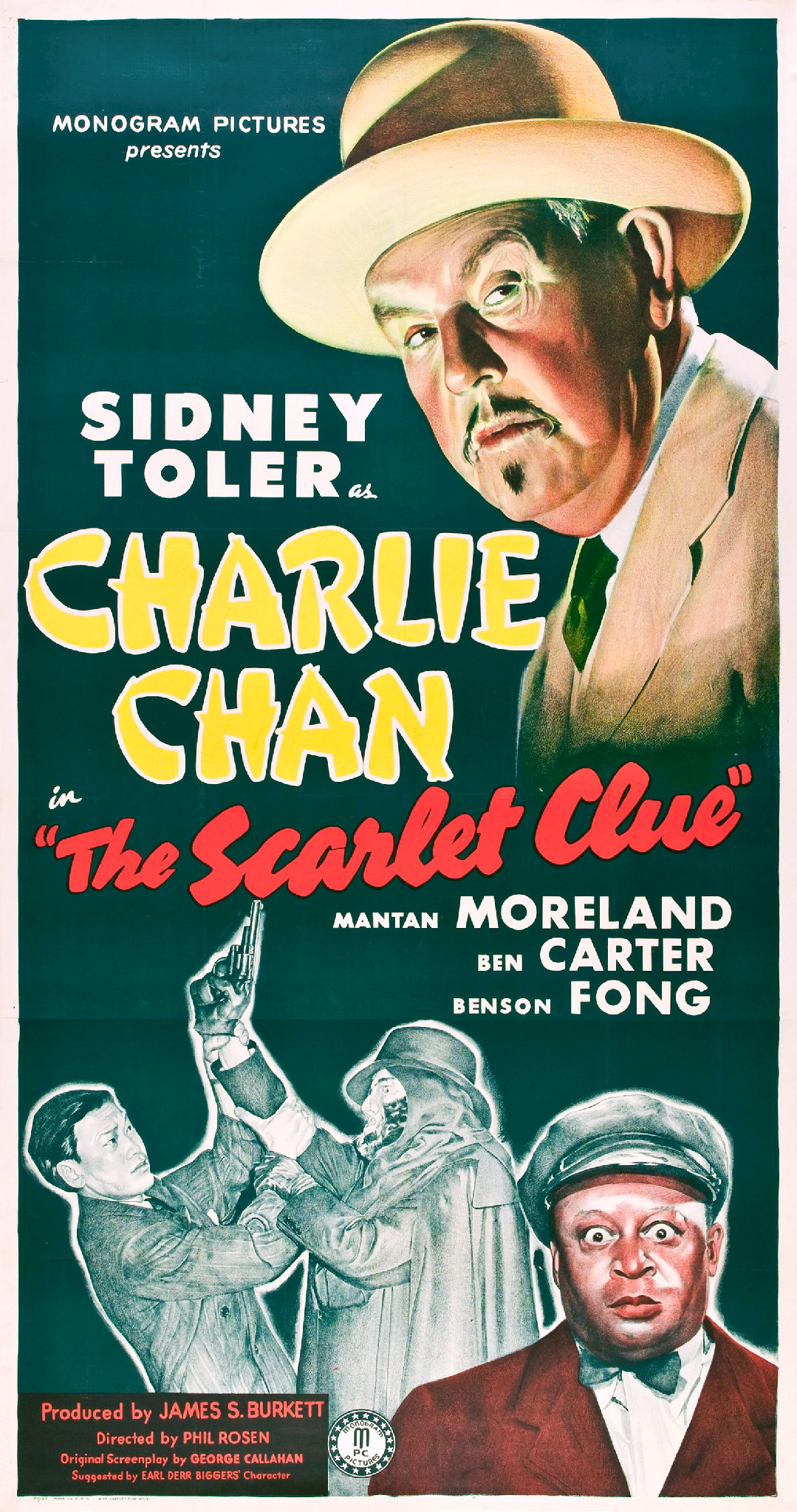
Charlie Chan sur la piste sanglante (1945)

Sidney Toler est un acteur et scénariste américain, né le 28 avril 1874 à Warrensburg (Missouri) et mort le 12 février 1947 à Beverly Hills (Los Angeles).

## Biographie
Il est notamment connu pour avoir incarné le détective américain d'origine chinoise Charlie Chan, un personnage de fiction créé en 1925 par Earl Derr Biggers et mis en scène à plusieurs reprises au cinéma. Il a joué dans vingt-deux films de la série de 1938 à 1946.

## Filmographie
- 1929 : The Gay Nineties or The Unfaithful Husband : The Policeman
- 1929 : Madame X : Dr Merivel
- 1929 : In the Nick of Time
- 1930 : The Devil's Parade : Satan
- 1931 : White Shoulders de Melville W. Brown : William Sothern
- 1931 : Strictly Dishonorable : Patrolman Mulligan
- 1932 : Strangers in Love : McPhail
- 1932 : Radio Patrol : Sergeant Tom Keogh
- 1932 : Is My Face Red? : Tony Mugatti
- 1932 : Tom Brown of Culver de William Wyler : Major Wharton
- 1932 : Le Professeur (Speak Easily) : Stage Director
- 1932 : Union Wages
- 1932 : La Reine des girls (Blondie of the Follies) : Pete
- 1932 : Blonde Vénus : Det. Wilson
- 1932 : Le Président fantôme (The Phantom President) de Norman Taurog : Prof. Aikenhead
- 1932 : Over the Counter : Mr. Drake
- 1933 : Billion Dollar Scandal : Carter B. Moore
- 1933 : He Learned About Women
- 1933 : Kaspa, fils de la brousse (King of the Jungle) de H. Bruce Humberstone et Max Marcin : Neil Forbes
- 1933 : Un coin perdu (The Narrow Corner) : Ryan, the Go-Between
- 1933 : L'Amour guide : Pierre
- 1933 : The World Changes : Mr. Hodgens, a Banker
- 1934 : Massacre : Thomas Shanks
- 1934 : Dark Hazard (en) d'Alfred E. Green : John Bright
- 1934 : Mademoiselle Hicks (Spitfire) : Mr. Jim Sawyer
- 1934 : L'Ombre du passé (Registered Nurse) de Robert Florey : Frankie Sylvestrie
- 1934 : The Trumpet Blows : Pepi Sancho
- 1934 : L'Homme de quarante ans (Upperworld) : Officer Moran
- 1934 : L'Agent no 13 (Operator 13) : Maj. Allen, dit Allen Pinkerton
- 1934 : Si l'on mariait papa (Here Comes the Groom) : Detective Weaver
- 1935 : Romance in Manhattan : Police Sergeant
- 1935 : Champagne for Breakfast : The Judge
- 1935 : Aux frais de la princesse (The Daring Young Man) de William A. Seiter : Warden Palmer
- 1935 : L'Appel de la forêt (The Call of the Wild) : Joe Groggins
- 1935 : Orchids to You : Nick Corsini
- 1935 : This Is the Life de Marshall Neilan : Prof. Breckenridge
- 1936 : Le Fils du désert (Three Godfathers) de Richard Boleslawski : Prof. Amos Snape
- 1936 : Le Rêve de sa vie (Give Us This Night) : Carabiniere
- 1936 : L'Enchanteresse (The Gorgeous Hussy) : Daniel Webster
- 1936 : The Longest Night : Captain Holt
- 1936 : C'est donc ton frère (Our Relations) : Captain, SS Periwinkle
- 1937 : Une certaine femme (That Certain Woman) : Detective Lieutenant Neely
- 1937 : Double Wedding : Mr. Keough, Margit's Butler
- 1938 : La Bataille de l'or (Gold Is Where You Find It) de Michael Curtiz : Harrison 'Harry' McCooey
- 1938 : Wide Open Faces : Sheriff
- 1938 : One Wild Night : Lawton
- 1938 : The Mysterious Rider : Frosty Kilburn
- 1938 : Le Roi des gueux (If I Were King) : Robin Turgis
- 1938 : Up the River : Jeffrey Mitchell
- 1938 : Charlie Chan à Honolulu (Charlie Chan in Honolulu) : Charlie Chan
- 1939 : Disbarred : G.L. 'Hardy' Mardsen
- 1939 : Le Roi de Chinatown (King of Chinatown) de Nick Grinde : Dr Chang Ling
- 1939 : The Kid from Kokomo (it) de Lewis Seiler : Judge William 'Gashouse' Bronson
- 1939 : Charlie Chan à Reno (Charlie Chan in Reno) : Charlie Chan
- 1939 : Heritage of the Desert : Nosey
- 1939 : Charlie Chan et l'Île au trésor (Charlie Chan at Treasure Island) : Charlie Chan
- 1939 : La Loi de la Pampa (en) (Law of the Pampas) : Don Fernando 'Ferdy' Maria Lopez Ramirez, aka 'El Melancolio
- 1939 : Charlie Chan in City in Darkness (en) : Charlie Chan
- 1940 : Charlie Chan au Panama (Charlie Chan in Panama) : Charlie Chan
- 1940 : La Croisière meurtrière (Charlie Chan's Murder Cruise) : Charlie Chan
- 1940 : Charlie Chan au Musée de cire (Charlie Chan at the Wax Museum) : Charlie Chan
- 1940 : Murder Over New York : Charlie Chan
- 1941 : Dead Men Tell : Charlie Chan
- 1941 : Charlie Chan in Rio : Charlie Chan
- 1942 : Castle in the Desert : Charlie Chan
- 1942 : Une nuit inoubliable (A Night to Remember) : Inspector Hawkins
- 1943 : Adventures of Smilin' Jack : Gen. Kai Ling
- 1943 : La Sauvagesse blanche (White Savage) : Wong
- 1943 : L'Île des péchés oubliés (Isle of Forgotten Sins) : Captain Krogan, aka Carruthers
- 1944 : Charlie Chan in the Secret Service : Charlie Chan
- 1944 : Le Chat chinois (Charlie Chan in The Chinese Cat) : Charlie Chan
- 1944 : Charlie Chan in Black Magic : Charlie Chan
- 1945 : Le Masque étrange (The Jade Mask) : Charlie Chan
- 1945 : La Cinquième chaise (It's in the Bag!) : Detective Sully
- 1945 : Charlie Chan sur la piste sanglante (The Scarlet Clue) : Charlie Chan
- 1945 : Le Cobra de Shanghaï (The Shanghai Cobra) : Charlie Chan
- 1945 : Red Dragon : Charlie Chan
- 1946 : Dark Alibi : Charlie Chan
- 1946 : Shadows Over Chinatown : Charlie Chan
- 1946 : Dangerous Money : Charlie Chan
- 1946 : The Trap : Charlie Chan